# Bleiazid
Bleiazid ist das Bleisalz der Stickstoffwasserstoffsäure. Es ist explosionsgefährlich und wird als Initialsprengstoff verwendet.

## Geschichte
Bleiazid wurde 1891 erstmals wie auch Silberazid und Quecksilberazid von Theodor Curtius dargestellt. Die Bedeutung der Verbindung wurde vom Militärversuchsamt in Berlin früh erkannt und schon 1907 wurde ein Initialzünder auf Basis dieses Salzes von Lothar Wöhler patentiert. Auf Grund der hohen Neigung zu spontanen Explosionen vergingen bis zur allgemeinen internationalen Anwendung noch einige Jahrzehnte.

## Darstellung und Gewinnung
Die Herstellung erfolgt in diskontinuierlichen oder kontinuierlichen Verfahren durch die Umsetzung wässriger Lösungen von Natriumazid und Bleinitrat. Hierbei ist es wichtig, die Bildung großer Kristalle zu vermeiden, da schon geringe mechanische Belastungen wie das Zerbrechen von Kristallnadeln eine Explosion auslösen können. Aus diesem Grund werden Dextrin, Polyvinylalkohol oder andere ein Kristallwachstum störende Stoffe zugesetzt, so dass ein technisches Produkt mit einem Bleiazidgehalt von 92–96 % resultiert.
Im Labor erfolgt lediglich eine verkleinerte Anwendung der technischen Darstellung über die Fällung einer Natriumazidlösung mit einer Bleinitratlösung unter starkem Rühren zur Vermeidung der Bildung größerer Kristalle:
{\displaystyle {\ce {Pb(NO3)2 + 2 NaN3 -> Pb(N3)2 + 2 NaNO3}}}
Um ein reineres Produkt für die Laboranwendung zu erhalten, wird hierbei oft auf den Zusatz von Additiven verzichtet.

## Eigenschaften
Bleiazid bildet farblose Kristalle, die relativ beständig gegen Wärme und Feuchtigkeit bzw. wenig hygroskopisch sind. Es ist in Wasser praktisch unlöslich. Bleiazid tritt in vier polymorphen Modifikationen auf. Das sind eine orthorhombische α-Form, eine monokline β-Form, eine monokline γ-form und eine trikline δ-Form. Die Verbindung besitzt explosionsgefährliche Eigenschaften, wobei besonders die mechanische Empfindlichkeit gegenüber Stoß, Schlag und Reibung relevant ist. Es ist relativ temperaturstabil und zerfällt erst oberhalb von 315 °C. Die Zerfallsprodukte sind fein verteiltes Blei und Stickstoff. Wichtige Explosionskennzahlen sind:
- Explosionswärme: 1639 kJ·kg−1.[6]
- Detonationsgeschwindigkeit: 4630 m·s−1 bei der Dichte von 3,0 g·cm−3[6] bzw. 5180 m·s−1 bei der Dichte von 4,0 g·cm−3[6]
- Normalgasvolumen: 308 l·kg−1.[6]
- Spezifische Energie: 380 kJ·kg−1[6]
- Verpuffungspunkt: 315 – 360 °C[6]
- Bleiblockausbauchung: 11 cm3·g−1[6]
- Schlagempfindlichkeit: 2,5 – 4 N·m (rein)[6] bzw. 3 – 6,5 N·m (technisch)[6]
- Reibempfindlichkeit: 0,1 N[6]

Reines Bleiazid ist zudem sehr hoch elektrostatisch empfindlich und zündet leicht durch Felddurchbruch. Die Daten beziehen sich auf die gebräuchliche α-Form. Die β-Form ist wesentlich empfindlicher.
Eine Vernichtung von Bleiazid kann in einer wässrigen Lösung mit 8 % Natriumnitrit und 15 % Salpetersäure oder in einer 10%igen Natronlauge erfolgen.
Ein besonderes technisches Problem für die historische Munitionsherstellung war die Reaktion von Bleiazid mit dem in Geschosshülsen vorhandenen Kupfer zum noch explosionsfreudigeren Kupfer(II)-azid.

## Verwendung
Bleiazid ist seit seiner ersten Verwendung als Initialsprengstoff (Wöhler-Martin) zu dem wichtigsten Initialsprengstoff geworden, der das früher übliche Knallquecksilber (Quecksilberfulminat) fast völlig verdrängt hat. Trotz geringeren Energieinhaltes und kleinerer Dichte hat es größere Initialkraft, ist weniger schlagempfindlich als Knallquecksilber und hat außerdem eine bedeutend größere Stabilität bei höheren Temperaturen und gegen Feuchtigkeit. Die Einführung von Aluminium zur Sprengkapselherstellung und damit eine bedeutende Verbilligung war nur durch Verwendung von Bleiazid möglich, da Quecksilberfulminat mit Aluminium ein Amalgam bildet.

## Sicherheit
Die Verbindung ist in der Liste der explosionsgefährlichen Stoffe gemäß §2 Abs. 6 Satz 2 des Sprengstoffgesetzes (Altstoffliste) aufgeführt.

## Toxizität
Bleiazid ist als fruchtschädigend, Kategorie 1A und mit spezifischer Zielorgan-Toxizität, Kategorie 2 eingestuft.